# Фінал Ліги чемпіонів УЄФА 1997
Фінал Ліги чемпіонів УЄФА 1997 (англ. 1997 UEFA Champions League Final) — футбольний матч, який відбувся 28 травня 1997 на «Олімпіаштадіоні» в німецькому Мюнхені для визначення переможця Ліги чемпіонів УЄФА сезону 1996/97. У матчі зустрілися німецька «Боруссія» (Дортмунд) та італійський «Ювентус». Перемогу з рахунком 3:1 здобула «Боруссія», для якої ця перемога у найпрестижнішому клубному європейському турнірі стала першою в історії.

## Дорога до фіналу
| Команди               | І | В | Н | П | М+ | М- | РМ  | О  |
| --------------------- | - | - | - | - | -- | -- | --- | -- |
| «Атлетіко» (Мадрид)   | 6 | 4 | 1 | 1 | 12 | 4  | +8  | 13 |
| «Боруссія» (Дортмунд) | 6 | 4 | 1 | 1 | 14 | 8  | +6  | 13 |
| «Відзев»              | 6 | 1 | 1 | 4 | 6  | 10 | −4  | 4  |
| «Стяуа»               | 6 | 1 | 1 | 4 | 5  | 15 | −10 | 4  |

| Команди             | І | В | Н | П | М+ | М- | РМ  | О  |
| ------------------- | - | - | - | - | -- | -- | --- | -- |
| «Ювентус»           | 6 | 5 | 1 | 0 | 11 | 1  | +10 | 16 |
| «Манчестер Юнайтед» | 6 | 3 | 0 | 3 | 6  | 3  | +3  | 9  |
| «Фенербахче»        | 6 | 2 | 1 | 3 | 3  | 6  | −3  | 7  |
| «Рапід» (Відень)    | 6 | 0 | 2 | 4 | 2  | 12 | −10 | 2  |

## Матч

### Деталі гри
Рахунок гри відкрив нападник «Боруссії» Карл-Гайнц Рідле, який наприкінці першої третини гри замкнув передачу з флангу від Пола Ламберта. За п'ять хвилин той же Рідле подвоїв перевагу німецької команди, забивши м'яч головою після навісу з кутового. 
По перерві гри у складі «Ювентуса», якому треба було відігрувати відставання у два м'ячі, замість захисника Серджіо Порріні на поле вийшов нападник Алессандро Дель П'єро, який на 65-й хвилині скоротив відставання у рахунку до мінімального, п'ятою відправивши м'яч у ворота дортмундців.
На 70-й хвилині тренер німецької команди відповів не менш вдалою заміною, випустивши на поле півзахисника Ларса Ріккена, який, провівши на полі лише 16 секунд, своїм першим торканням м'яча перекинув воротаря суперників і забив третій гол «Боруссії», встановивши остаточний рахунок зустрічі 3:1. Гол Ріккена став найшвидшим голом, забитим гравцем, що вийшов на заміну, в історії фіналів Ліги чемпіонів.   

### Протокол
| 28 травня 1997 20:30 ЦЄЛЧ |

| «Боруссія» (Дортмунд)     | 3 — 1    | «Ювентус»      |
| ------------------------- | -------- | -------------- |
| Рідле 29', 34' Ріккен 71' | Протокол | Дель П'єро 65' |

| «Олімпіаштадіон», Мюнхен Глядачів: 59 000 Арбітр: Шандор Пуль |

| «Боруссія» | «Ювентус» |

| ВР               | 1  | Штефан Клос      |     |     |
| ЗХ               | 6  | Маттіас Заммер   |     |     |
| ЗХ               | 15 | Юрген Колер      |     |     |
| ЗХ               | 16 | Мартін Кре       |     |     |
| ЗХ               | 7  | Штефан Ройтер    |     |     |
| ЗХ               | 17 | Йорг Гайнріх     |     |     |
| ПЗ               | 14 | Пол Ламберт      |     |     |
| ПЗ               | 19 | Паулу Соуза      | 23' |     |
| ПЗ               | 10 | Андреас Меллер   |     | 89' |
| НП               | 13 | Карл-Гайнц Рідле |     | 67' |
| НП               | 9  | Стефан Шапюїза   |     | 70' |
| Запасні:         |    |                  |     |     |
| ВР               | 12 | Вольфганг де Бер |     |     |
| ПЗ               | 8  | Міхаель Цорк     |     | 89' |
| ПЗ               | 18 | Ларс Ріккен      | 71' | 70' |
| ПЗ               | 23 | Рене Тречок      |     |     |
| НП               | 11 | Гайко Геррліх    |     | 67' |
| Тренер:          |    |                  |     |     |
| Оттмар Гітцфельд |    |                  |     |     |

|               |    |                       |     |     |
|               |    |                       |     |     |
| ВР            | 1  | Анджело Перуцці       |     |     |
| ЗХ            | 5  | Серджіо Порріні       | 19' | 46' |
| ЗХ            | 2  | Чіро Феррара          |     |     |
| ЗХ            | 4  | Паоло Монтеро         |     |     |
| ЗХ            | 13 | Марк Юліано           | 90' |     |
| ПЗ            | 14 | Дідьє Дешам           |     |     |
| ПЗ            | 7  | Анджело Ді Лівіо      |     |     |
| ПЗ            | 18 | Владимир Югович       |     |     |
| ПЗ            | 21 | Зінедін Зідан         |     |     |
| НП            | 9  | Ален Бокшич           |     | 87' |
| НП            | 15 | Крістіан Вієрі        |     | 71' |
| Запасні:      |    |                       |     |     |
| ВР            | 12 | Мікеланджело Рампулла |     |     |
| ЗХ            | 22 | Джанлука Пессотто     |     |     |
| ПЗ            | 20 | Алессіо Таккінарді    |     | 87' |
| НП            | 10 | Алессандро Дель П'єро |     | 46' |
| НП            | 16 | Нікола Аморузо        |     | 71' |
| Тренер:       |    |                       |     |     |
| Марчело Ліппі |    |                       |     |     |

| Арбітри: Ласло Гамар Імре Базокі Четвертий арбітр: Аттіла Югос |